# Jack Griffo
Jack Davis Griffo (Orlando, Florida, 11 de diciembre de 1996) es un actor y cantante estadounidense conocido por interpretar al personaje Max Thunderman en la serie original de Nickelodeon The Thundermans. 
Griffo ha hecho varias apariciones en series de televisión, como en la serie de Disney Channel, Jessie y también en Nickelodeon como Marvin Marvin, AwesomenessTV y Bucket & Skinner's Epic Adventures, entre otras.

## Carrera

### Actuación
Jack Griffo apareció por primera vez como extra en 2011, en la serie de televisión Kickin' It y en Bucket & Skinner's Epic Adventures. Continuó con varias apariciones como invitado en series de televisión como See Dad Run  y Jessie.
De 2013 a 2018, Griffo protagonizó la serie de Nickelodeon The Thundermans, donde interpretó a Max Thunderman, el hermano gemelo de Phoebe Thunderman que se esfuerza por convertirse en un supervillano y a mediados de la serie se hace bueno (su hermana gemela Phoebe es interpretada por Kira Kosarin). El mismo año, Griffo también protagonizó junto a Ciara Bravo en la película original de Nickelodeon Jinxed.
Griffo protagonizó junto a Isabela Moner, Tony Cavalero, y Jace Norman en la película original de Nickelodeon Splitting Adam, que se emitió en febrero de 2015. Interpretó el papel de Billy, el novio de la hija de Fin Shepard (Ian Ziering), Claudia Shepard (Ryan Newman), en la película original de Syfy Sharknado 3: Oh Hell No!, que se estrenó el 22 de julio de 2015. En 2016, Griffo actuó como invitado en la final de la temporada 7 de NCIS: Los Angeles como un cadete militar llamado McKenna.
En 2017, Griffo interpretó el papel de Sebastian en la inspiradora película de drama familiar Apple of My Eye (originalmente titulada And Then There Was Light). El mismo año, fue elegido como Noah en la película dramática Those Left Behind. En agosto de 2017, Griffo fue agregado al elenco de la serie original de Netflix Alexa & Katie, interpretando el papel de Dylan.
En 2020, Griffo interpretó a Sean Davis en la película de acción The 2nd junto a Ryan Phillippe.

### Música
Griffo tiene un canal en YouTube donde publica covers musicales. A partir de febrero de 2015, el canal cuenta con más de 84 000 suscriptores y más de 180 millones de visitas. Griffo lanzó un sencillo con su amiga, Kelsey, "Hold Me", el 17 de octubre de 2011. El video musical de "Hold Me" era publicado el 29 de octubre de 2011, y ha recibido más de tres millones de visitas. Lanzó su sencillo debut en solitario, "Slingshot", el 13 de noviembre de 2013, que cuenta con Douglas James. El video musical de "Slingshot" fue lanzado en el canal de YouTube de Griffo el 14 de enero de 2014 y ha recibido más de un millón de reproducciones.

## Filmografía

### Películas
| Año  | Título                                        | Rol                  | Notas                                           |
| ---- | --------------------------------------------- | -------------------- | ----------------------------------------------- |
| 2011 | Sound of My Voice                             | Joven Peter          | Coprotagonista                                  |
| 2012 | What I Did Last Summer: First Kiss            | Johnny               | Coprotagonista                                  |
| 2012 | East of Kensington                            | Peter Pan            | Protagonista                                    |
| 2012 | American Hero                                 | Hermano Mayor        | Cortometraje                                    |
| 2013 | Jinxed                                        | Brett Parker O'Leary | Protagonista, película original de Nickelodeon  |
| 2014 | back-up beep beep system                      | Paul                 | Cortometraje                                    |
| 2015 | Sharknado 3 Oh Hell No!                       | Billy                | Protagonista, película original de Syfy         |
| 2015 | Splitting Adam                                | Vancen Hamsum        | Antagonista, película original de Nickelodeon   |
| 2017 | Apple of My Eye                               | Sebastian            | Titulado originalmente And Then There Was Light |
| 2017 | Those Left Behind                             | Noah                 | Protagonista                                    |
| 2020 | The 2nd                                       | Sean Davis           |                                                 |
| 2020 | Butter                                        | Parker               | También conocido como Butter's Final Meal       |
| 2020 | The Christmas High Note                       | Todd                 | Película de televisión (Lifetime)               |
| 2022 | Batman and Superman: Battle of the Super Sons | Robin / Damian Wayne | Papel de voz                                    |
| 2023 | Sid Is Dead                                   | Eric Worsham         |                                                 |
| 2024 | El retorno de los Thunderman                  | Max Thunderman       | Personaje principal                             |

### Televisión
| Año           | Título                                   | Rol                             | Notas                                                                    |
| ------------- | ---------------------------------------- | ------------------------------- | ------------------------------------------------------------------------ |
| 2011          | Kickin' It                               | Benny                           | Episodio: «All the Wrong Moves»                                          |
| 2011          | Bucket & Skinner's Epic Adventures       | Miembro del equipo de surf 2011 | Episodio: «Epic Musical»                                                 |
| 2013          | Marvin Marvin                            | Ellis                           | Episodio: «Scary Movie»                                                  |
| 2013          | Jessie                                   | Brett Summers                   | Episodio: «Somebunny's In Trouble»                                       |
| 2013-2014     | See Dad Run                              | Xander McGinley                 | Papel recurrente                                                         |
| 2013-2018     | The Thundermans                          | Max Thunderman                  | Protagonista, serie de TV Nickelodeon                                    |
| 2014          | AwesomenessTV                            | El mismo (Anfitrión invitado)   | «Teen Challenge»(temporada 2, episodio 1), serie original de Nickelodeon |
| 2015          | Nicky, Ricky, Dicky & Dawn               | Él mismo                        | Episodio: «Go Hollywood»                                                 |
| 2016          | NCIS: Los Ángeles                        | McKenna                         | Episodio: «Talion»(temporada 7)                                          |
| 2016          | Henry Danger                             | Max Thunderman                  | Episodio crossover: «Danger & Thunder»                                   |
| 2016-2017     | Paradise Run                             | Él mismo                        | Concursante, 7 episodios                                                 |
| 2017          | Nickelodeon's Not So Valentine's Special | Él mismo                        | Especial de televisión                                                   |
| 2017          | The Dude Perfect Show                    | Él mismo                        | Episodio: «Velcro Dodgeball, Trust»                                      |
| 2018-2019     | Alexa & Katie                            | Dylan                           | Papel recurrente (temporada 1, 3); papel principal (temporada 2)         |
| 2018          | Lip Sync Battle Shorties                 | Él mismo                        | Episodio: «Catwalk/Jungle/Girls Night Out»                               |
| 2018-2021     | The Loud House                           | Blake Bradley                   | Papel de voz; episodios: «Fandom Pains», «Fight Bite»                    |
| 2018          | School of rock                           | Slade Von Slade                 | Episodio: «I Love Rock'n Roll, Parts I & II»                             |
| 2018          | Best.Worst.Weekned.Ever.                 | Jumping Jack Lighting           | 2 episodios                                                              |
| 2018          | Knight Squad                             | Sir Swayze                      | Episodio: «Working of the Knight Moves»                                  |
| 2019          | Bob Esponja                              | Él mismo                        | Episodio: «SpongeBob's Big Birthday Blowout»                             |
| 2020          | SEAL Team                                | PV2 Elliot Mounds               | Episodios: «Drawdown», «Edge of Nowhere»                                 |
| 2022          | The Really Loud House                    | Ro-Bro                          | Episodio: «Ro-Bro»                                                       |
| 2023          | That Girl Lay Lay                        | Beastie Pie                     | Episodio: «Beastie Pie»                                                  |
| 2023          | Erin & Aaron                             | Scotty                          | Episodio: "Should I Stay or Should I Go"                                 |
| 2025–presente | The Thundermans: Undercover              | Max Thunderman                  | Elenco principal, serie de TV Nickelodeon (también productor ejecutivo)  |

## Discografía

### Sencillos
- 2011: Hold Me (con Kelsey Lee Smith)
- 2013: Slingshot

## Premios y nominaciones
| Año  | Premio              | Nominado                                                               | Categoría                                         | Resultado | Ref.   |
| ---- | ------------------- | ---------------------------------------------------------------------- | ------------------------------------------------- | --------- | ------ |
| 2025 | Kids' Choice Awards | Él mismo por su papel de Max Thunderman en The Thundermans: Undercover | Estrella de televisión masculina favorita (niños) | Ganador   | [ 18 ] |